# Partenium

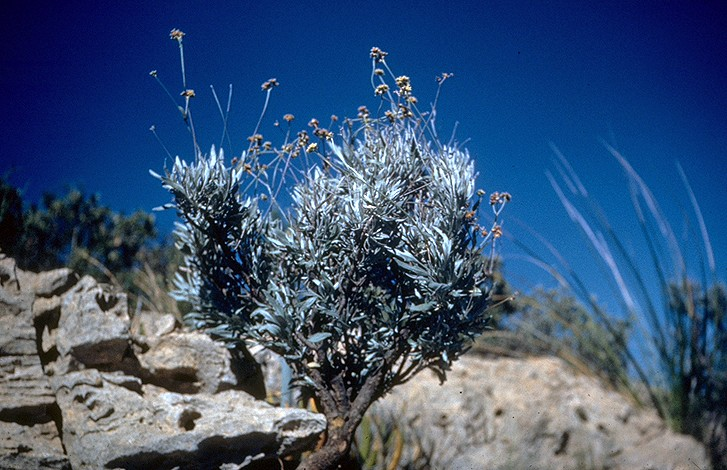
Gwajula srebrzysta

Partenium, roślimianek, gwajula (Parthenium L.) – rodzaj roślin należący do rodziny astrowatych. Obejmuje 16–19 gatunków. Rośliny te występują w Ameryce Północnej i Południowej, w większości w strefie międzyzwrotnikowej, a jako rośliny introdukowane także w Australii, wschodniej Afryce, południowej i wschodniej Azji, w rejonie Kaukazu, na Ukrainie i w Polsce. W Polsce odnotowano w naturze tylko partenium ambrozjowate P. hysterophorus, przejściowo zawleczone w Szczecinie w 1938 (w polskiej florze ma status niezadomowionego efemerofita). Gatunek ten jest problematycznym gatunkiem inwazyjnym w ciepłych obszarach (Etiopia, Australia). Zawiera toksyczny lakton – parteninę powodujący silne dermatozy, katar sienny i astmę. W dodatku jego pyłek utrudnia zapylenie i zawiązywanie owoców innych gatunków (w tym użytkowych), a ich nektar służy jako pożywienie roznoszącym malarię samicom widliszka.
Duże znaczenie użytkowe ma gwajula srebrzysta P. argentatum z południa USA. Roślina ta zawiera do ok. 15–20% kauczuku i była ważną rośliną kauczukodajną w Stanach Zjednoczonych w czasie II wojny światowej.
Geneza naukowej nazwy rodzajowej jest niejasna. Prawdopodobnie utworzona została w nawiązaniu do starożytnej, greckiej nazwy niezidentyfikowanej rośliny παρθένιον parthenion lub do słowa παρθένος parthenos – dziewica. Nazwa polska utworzona w XIX wieku to roślimianek, ale w XXI wieku stosowana jest nazwa utworzona z nazwy naukowej – partenium. W odniesieniu do P. argentatum w użyciu jest nazwa powstała ze spolszczenia nazwy hiszpańskiej i angielskiej tego gatunku – guayule.

## Morfologia
PokrójRośliny zielne (jednoroczne i byliny), jak i drewniejące (półkrzewy, krzewy, czasem też o pokroju niskich drzew) osiągające od 1 do 120, rzadko do 400 cm wysokości. Pędy rozgałęzione i zwykle prosto wzniesione.
LiścieSkrętoległe, u niektórych gatunków skupione w rozety przyziemne, ogonkowe lub siedzące. Blaszki o zróżnicowanym kształcie – od równowąskich i lancetowatych  do jajowatych, okrągławych lub łopatkowatych, całobrzegie, ząbkowane lub lirowato klapowane. Zwykle owłosione, przynajmniej od spodu, często też z widocznymi w blaszce gruczołkami.
KwiatyZebrane w kwiatostany główkowate, pojedyncze (u P. alpinum i P. ligulatum) lub tworzące kwiatostany złożone wiechowate lub mające postać baldachogrona, czasem u P. ligulatum gęste i kulistawe. Okrywy koszyczków półkuliste, o średnicy od 3 do 8 mm, rzadziej większe. Dno koszyczka (osadnik) płaskie lub stożkowate, z błoniastymi lub łuskowatymi plewinkami różnych kształtów. Kwiaty żeńskie (brzeżne) w liczbie od 5 do 8, o koronach beżowych, z wyraźnymi, ogruczolonymi rurkami i zwykle kółkowo rozpostartymi okrągłymi lub nerkowatymi łatkami na szczycie. Kwiaty męskie w liczbie od kilkunastu do ponad 60, beżowe z koroną lejkowatą, na końcu z 5 łatkami.
OwoceNiełupki czarne, wydłużone, jajowate do gruszkowatych, bez puchu kielichowego.

## Systematyka
Pozycja systematyczna
Rodzaj z plemienia Heliantheae w obrębie podrodziny Asteroideae.
Wykaz gatunków
- Parthenium alpinum Torr. & A.Gray
- Parthenium arctium Bartlett
- Parthenium argentatum A.Gray – gwajula srebrzysta[8][7]
- Parthenium bipinnatifidum (Ortega) Rollins
- Parthenium cineraceum Rollins
- Parthenium confertum A.Gray
- Parthenium densipilum S.F.Blake
- Parthenium fruticosum Less.
- Parthenium glomeratum Rollins
- Parthenium hysterophorus L. – partenium ambrozjowate[5]
- Parthenium incanum Kunth
- Parthenium integrifolium L. – partenium całolistne[5]
- Parthenium ligulatum (M.E.Jones) Barneby
- Parthenium lloydii Bartlett
- Parthenium lozanoanum Bartlett
- Parthenium rollinsianum Rzed.
- Parthenium schottii Greenm.
- Parthenium tetraneuris Barneby
- Parthenium tomentosum DC.